# خواتیروبی
خواتیروبی (به چکی: Chvatěruby) یک منطقهٔ مسکونی در جمهوری چک است که در ناحیه میلنیک واقع شده‌است. خواتیروبی ۳٫۳ کیلومتر مربع مساحت و ۴۶۰ نفر جمعیت دارد و ۱۸۷ متر بالاتر از سطح دریا واقع شده‌است.